# Mabacris
Mabacris is een geslacht van rechtvleugeligen uit de familie veldsprinkhanen (Acrididae). De wetenschappelijke naam van dit geslacht is voor het eerst geldig gepubliceerd in 1986 door Donskoff.

## Soorten
Het geslacht Mabacris  is monotypisch en omvat slechts de volgende soort:
- Mabacris guillaumeti (Donskoff, 1985)